# Mesnil-Roc’h
Mesnil-Roc’h község Franciaország Bretagne régiójában, Ille-et-Vilaine megyében. Új községként 2019. január 1-jén jött létre három korábbi község: Saint-Pierre-de-Plesguen, Lanhélin és Tressé egyesítésével. Lakosainak száma 4457 fő (2022. január 1.).

## Népesség
| Lakosok száma | 4279 | 4301 | 4323 | 4336 | 4387 | 4422 | 4457 |
|               | 2016 | 2017 | 2018 | 2019 | 2020 | 2021 | 2022 |